# Din Raiul meu
Din Raiul Meu (în engleză The Lovely Bones) este un thriller supranatural dramatic american regizat de Peter Jackson, avându-i ca protagoniști pe Mark Wahlberg, Rachel Weisz, Susan Sarandon, Stanley Tucci, Michael Imperioli, și Saoirse Ronan.